# Rouans
Rouans är en kommun i departementet Loire-Atlantique i regionen Pays de la Loire i nordvästra Frankrike. Kommunen ligger i kantonen Le Pellerin som tillhör arrondissementet Nantes. År 2022 hade Rouans 3 272 invånare.

## Befolkningsutveckling
Antalet invånare i kommunen Rouans
| Referens: INSEE |